# Mandragóra (növénynemzetség)
A mandragóra vagy szerencsegyökér (Mandragora) a burgonyavirágúak (Solanales) rendjébe és a burgonyafélék (Solanaceae) családjába tartozó nemzetség.

## Fajok
A nemzetségbe mindössze három fajt sorolnak:
- Mandragora caulescens
- közönséges mandragóra (Mandragora officinarum)
- Mandragora turcomanica

Közülük az európai kultúrában a közönséges mandragóra (Mandragora officinarum) ismert, ezért ezt a fajt egyszerűen mandragórának is nevezik. A közönséges mandragóra szőrös levelű, fekete bogyótermésű, évelő. Gyökere alkaloidtartalmú; gyökere és levele is nyersen mérgező, idegrohamokat kiváltó hatású. A középkorban a termékenység jelképe volt, fájdalomcsillapítóként is alkalmazták. Bogyóit az arabok az „ördög almájának” nevezték. Számos hiedelem és babona fűződik hozzá, többek között szelleműző hatást tulajdonítottak neki, szerencsehozó amulettként a kandallópárkányra helyezték. Úgy hitték, a közönséges mandragóra szörnyű sikolyokat hallat, amikor kiássák, halált hozva arra, aki meghallja a sikolyt.